# لجنة تحرير العراق
لجنة تحرير العراق (CLI) كانت منظمة غير حكومية تصف نفسها بأنها "مجموعة متميزة من الأمريكيين" الذين أرادوا "تحرير العراق من صدام حسين".

## تاريخ
تأسست المنظمة في عام 2002. في بيان صحفي أعلن عن تشكيلها، ذكرت المجموعة أن هدفها هو "تعزيز السلام الإقليمي، والحرية السياسية، والأمن الدولي من خلال استبدال نظام صدام حسين بحكومة ديمقراطية تحترم حقوق الشعب العراقي وتوقف تهديد المجتمع الدولي." كان لها روابط وثيقة مع مشروع القرن الأمريكي الجديد (PNAC) ومعهد المشروع الأمريكي (AEI)، اللذين كانا من المؤثرين الرئيسيين في سياسة إدارة بوش الخارجية.
أفادت صحيفة واشنطن بوست في نوفمبر 2002 أن "المنظمة مستوحاة من حملة ضغط ناجحة لتوسيع حلف الناتو. من بين أعضائها وزير الخارجية السابق جورج بي. شولتز، والسيناتور جون ماكين (جمهوري-أريزونا)، والسيناتور السابق بوب كيري (ديمقراطي-نبراسكا)... على الرغم من أن لجنة العراق كيان مستقل، قال ضباط اللجنة إنهم يتوقعون العمل عن كثب مع الإدارة. لقد التقوا بالفعل مع هادلي ومستشار الرئيس بوش السياسي كارل روف. وقال ضباط اللجنة والمتحدث باسم البيت الأبيض إن رايس وهادلي وتشيني سيلتقون قريباً مع المجموعة."
مع الإطاحة الناجحة بصدام حسين، يبدو أن اللجنة قد احيلة، ولم يعد موقعها الإلكتروني البارز موجوداً. ومع ذلك، لا تزال مكاتبها موجودة في شارع بنسلفانيا وشارع 10.

## الموظفين
- راندي شونمان ، المدير التنفيذي لـ CLI، والمستشار السابق للأمن القومي لعضو مجلس الشيوخ الأمريكي ترينت لوت ، عمل أيضًا مع دونالد رامسفيلد كمستشار في سياسة العراق. أثناء عمله مع لوت في عام 1998، قام شونمان بصياغة "قانون تحرير العراق" الذي سمح بتخصيص 98 مليون دولار للمؤتمر الوطني العراقي .
- إيفان بايه ، عضو مجلس الشيوخ الأمريكي (الرئيس المشارك الفخري)
- بروس ب. جاكسون ، رئيس مجلس الإدارة، هو نائب الرئيس السابق لشركة لوكهيد مارتن للأسلحة. كما ترأس اللجنة الفرعية للأمن القومي والسياسة الخارجية في منصة الحزب الجمهوري عندما ترشح جورج دبليو بوش للرئاسة في عام 2000.
- جوناثان بالانت ، جامعة إكستر

### مجلس استشاري
- مهدي البسام، لجنة تحرير العراق
- باري بليتشمان، DFI International، مؤسس مشارك لـمركز هنري ل. ستيمسون
- إليوت كوهين، مدرسة الدراسات الدولية المتقدمة، جامعة جونز هوبكنز
- توماس أ. دين، إذاعة أوروبا الحرة/إذاعة الحرية، مدير سابق لـلجنة الشؤون العامة الأمريكية الإسرائيلية (AIPAC)
- الجنرال واين داونينغ، الجيش الأمريكي (متقاعد)، كان لوبيًا لـالمؤتمر الوطني العراقي
- رند الرحيم فرانكي، مؤسسة العراق
- نيوت غينغريتش، رئيس سابق لمجلس النواب الأمريكي
- اللفتنانت جنرال باستر غلوسون، القوات الجوية الأمريكية (متقاعد)
- جيمس ب. هوفا، الاتحاد الدولي لعمال النقل
- هاول جاكسون، أستاذ القانون، كلية الحقوق بجامعة هارفارد
- روبرت كيري، مرشح رئاسي أمريكي سابق
- جين كيركباتريك، معهد أمريكان إنتربرايز
- ويليام كريستول، رئيس تحرير The Weekly Standard، رئيس مشروع القرن الأمريكي الجديد
- برنارد لويس، جامعة برينستون
- جوزيف ليبرمان، سيناتور أمريكي (رئيس شرفي مشارك)
- الجنرال باري مكافري، الجيش الأمريكي (متقاعد)، "قيصر المخدرات" الأمريكي السابق
- جون ماكين، سيناتور أمريكي (رئيس شرفي مشارك)
- ويل مارشال، معهد السياسات التقدمية
- ريتشارد بيرل، مساعد سابق لوزير الدفاع، مؤسس مشارك لـمشروع القرن الأمريكي الجديد
- دانييل بليتكا، معهد أمريكان إنتربرايز
- غاري شميت، المدير التنفيذي لـمشروع القرن الأمريكي الجديد
- جورج ب. شولتز، وزير خارجية الولايات المتحدة في عهد رونالد ريغان
- ريتشارد شولتز، كلية فليتشر للقانون والدبلوماسية
- ستيف سولارز، عضو كونغرس سابق
- روث ويدجوود، مدرسة الدراسات الدولية المتقدمة، جامعة جونز هوبكنز
- ليون ويزيلتيير، ذا نيو ريببلك
- كريس ويليامز، جونستون وشركائه
- ر. جيمس وولسي، مدير سابق لـوكالة المخابرات المركزية

### المجلس الاستشاري الدولي
- كارل بيلت، رئيس وزراء السويد الأسبق [2]

## روابط خارجية
- لجنة تحرير العراق (موقع أرشيفي 2003)